# Зимін Євген Володимирович
Євген Зимін (рос. Евгений Зимин; 6 серпня 1947, Москва — 28 грудня 2018, там само) — радянський хокеїст, що грав на позиції крайнього нападника. Грав за збірну команду СРСР.

## Ігрова кар'єра
Вихованець московського клубу «Локомотив», в якому і розпочав хокейну кар'єру 1964 року. Під час серії товариських матчів проти іншої московської команди «Спартак», він був запрошений до цієї команди головним тренером Всеволодом Бобровим.
У складі «Спартака» Євген спочатку виступав в одній ланці разом з Борисом Майоровим та В'ячеславом Старшиновим, а з 1970-х як у клубі так і в збірній грав з Володимиром Шадріним та Олександром Якушевим.
За «Спартак» виступав до 1974, після чого проходив службу в ЗС СРСР виступаючи за калінінський СКА МВО.
Завершив свою кар'єру гравця в складі московських «Крила Рад».
Загалом в чемпіонатах СРСР провів 315 матчів та закинув 185 шайб.
Виступав за збірну СРСР.

## Інше
З 1980 по 1981 директор СДЮСШОР «Спартак» (Москва). З 1981 тренер юніорської збірної СРСР.
У сезоні 1984/85 старший тренер «Спартак» (Москва).
З 1986 по 1990 - спортивний оглядач у програмі «Час».
У 1990 — генеральний менеджер клубу «Спартак» (Москва).
З 1994 по 2004 — головний тренер збірної «Зірки Росії» на хокейному турнірі «Кубок Спартака».
З 90-х років працював скаутом спочатку клубу НХЛ Філадельфія Флаєрс, з 2009 скаут Центрального скаутського бюро КХЛ. З 6 листопада 2013 президент Національної скаутської Асоціації.

## Досягнення
У складі збірної СРСР:
Зимові Олімпійські ігри
- Чемпіон: 1968 (Гренобль), 1972 (Саппоро)

Чемпіонат світу
- Чемпіон (2): 1969, 1971

Чемпіонат Європи
- Чемпіон : 1969
- Срібний призер : 1971

У складі «Спартак» (Москва):
Чемпіонат СРСР
- Чемпіон (2): 1967, 1969
- Срібний призер (4): 1966, 1968, 1970, 1973
- Бронзовий призер: 1972

Кубок СРСР
- Володар: 1970, 1971

У складі «Крила Рад»:
Кубка європейських чемпіонів
- Володар: 1977